# 歌謡舞台
歌謡舞台（朝: 가요무대）は、韓国のKBSで放送されている音楽番組。トロット中心の構成で、放送回数も1200回を超える長寿番組。

## 概要
1985年に忘れ去られていく伝統歌謡を今に伝える番組として放送が開始された。
毎回公開収録形式で行われ、毎週月曜日に録画をし、翌週の月曜日に放送される。基本的にはKBSホール（KBS別館）での収録だが、年に数回地方公演も行われる。また、1987年のリビア公演以来、アメリカ、日本、ドイツなどの海外公演も行われた。

## 司会
- キム・ドンゴン（1985年 - 2003年）
- チョン・インソク（2003年 - 2010年）
- キム・ドンゴン（2010年 - 現在）

## 出演歌手
基本的に毎回10人ほどのトロット歌手が出演する。番組開始20年記念で発表された歌謡舞台に最も多く出演した歌手は次のとおりである。
- 1位、チュ・ヒョンミ
- 2位、ヒョンチョル
- 3位、ソル・ウンド
- 4位、チェ・ジンヒ
- 5位、イ・ミジャ